# لوهرا
لوهرا (به آلمانی: Lohra) یک شهر در آلمان است که در ماربورگ-بیدنکپف واقع شده‌است. لوهرا ۵٬۶۷۵ نفر جمعیت دارد.